# Stuart Price
Stuart David Price (North Yorkshire, 9 settembre 1977) è un disc jockey, produttore discografico e musicista britannico, autore di numerosi remix e produzioni per artisti come Madonna, Pet Shop Boys, Missy Elliott, New Order, The Killers, Gwen Stefani, Starsailor, Seal e più recentemente Keane, Brandon Flowers, Kylie Minogue e Dua Lipa.
I suoi lavori includono anche le produzioni firmate come Jacques Lu Cont, Les Rythmes Digitales, Man with Guitar, Paper Faces, Pour Homme, Thin White Duke ed il gruppo Zoot Woman di cui fanno parte anche Johnny e Adam Blake.

## Biografia

### Carriera
Nel 1996 esce il suo brano intitolato Jacques Your Body (Make Me Sweat) con lo pseudonimo di Les Rythmes Digitales, dopo l'uscita dell'album Darkdancer nel 1999 viene ristampato corredato di nuovi remix. In seguito il brano diventa la colonna sonora dello spot Citroën C4 e viene nuovamente stampato nel 2005. Dopo la collaborazione con Madonna, nel novembre 2007 Price è stato il produttore del quinto album in studio di Seal, System. È stato anche coautore di molti brani dell'album. Il 2009 vede Price impegnato con due remix per il singolo dei Depeche Mode Wrong ed è stato annunciato attraverso la pagina ufficiale MySpace il nuovo album firmato Zoot Woman, previsto per aprile. Stuart Price ha prodotto inoltre l'album Aphrodite di Kylie Minogue e collaborato per l'album da debutto solista Flamingo di Brandon Flowers.

### Collaborazioni

#### Con Madonna
Price ha scritto e prodotto con Madonna grande parte del suo decimo album Confessions on a Dance Floor (2005) dopo essere stato il tastierista per il suo Drowned World Tour nel 2001 e direttore musicale nel suo Re-Invention Tour del 2004, un ruolo che ha ricoperto nuovamente nel 2006 per il Confessions Tour. Price ha creato vari remix per i singoli dell'album, Hung Up, Sorry (firmato Man With Guitar), Get Together, e Jump, come le altre tracce dell'album I Love New York e Let It Will Be (sotto lo pseudonimo di Paper Faces).
Nel 2003 Price è stato coautore del brano "X-Static Process" per l'album American Life. Ha anche remixato il brano Hollywood dall'album American Life e Miles Away da Hard Candy. Madonna scelse il suo remix di Hollywood per la sua esibizione agli MTV Video Music Awards con Britney Spears, Christina Aguilera e Missy Elliott.

#### Con i Pet Shop Boys
Nel 2009 Price corona uno dei suoi sogni collaborando con i Pet Shop Boys, duo synthpop di cui è sempre stato fan, per la pubblicazione dell'EP Christmas e per la produzione dell'album dal vivo Pandemonium: Live at the O2 Arena, London, 21st December 2009, di cui è stato anche direttore musicale durante il tour. Successivamente nel 2012 i Pet Shop Boys gli affidano il remixaggio del loro singolo Memory of the Future, incluso nel loro album Elysium. Il sodalizio continua per tutto il 2013, dove Price produce il dodicesimo album di studio dei Pet Shop Boys Electric e sancendo così il ritorno alla scena dance dei Pet Shop Boys.

## Influenze
Inizialmente Price si fa chiamare Jacques Lu Cont and Les Rythmes Digitales, nome fortemente influenzato dalla esplosione della musica house francese nel Regno Unito durante gli anni ottanta e novanta. Tale era l'influenza da fare le sue interviste in lingua francese davanti ai giornalisti britannici.
Sin dalle sue prime interviste Price ha dichiarato che è "cresciuto ascoltando esclusivamente musica classica, finché un giorno non conobbe l'album Dare degli Human League". Inoltre si è sempre dichiarato grande fan dei Pet Shop Boys, sin dai tempi in cui con la sua prima tastiera elettronica eseguiva a ripetizione loro canzoni fra le quali la popolare West End Girls. E sempre i Pet Shop Boys sono una pietra miliare nella vita di Price in quanto il primo disco che comprò fu Disco nel 1986.
Ad ogni modo Price venne fortemente influenzato dalla musica degli anni ottanta e in tutte le sue produzioni si fa sentire fortemente il suo stampo dovuto ai gruppi synthpop del periodo.

## Discografia

### Les Rythmes Digitales
Album in studio
- 1996 – Liberation
- 1999 – Darkdancer

Raccolta
- 2000 – LRD

Singoli
- 1996 – Kontakte/Tropicano
- 1997 – Jacques Your Body (Make Me Sweat)
- 1998 – (Hey You) What's That Sound?
- 1998 – Music Makes You Lose Control
- 1999 – Sometimes

### Jacques Lu Cont
Raccolte
- 1998 – All Back To Ours
- 2003 – FabricLive. 09

### Man with Guitar
Singolo
- 2003 – Man with Guitar

### Pour Homme
- 2000 – Born This Way

### Zoot Woman
Album
- 2001 – Living in a Magazine
- 2003 – Zoot Woman
- 2009 – Things Are What They Used to Be

EP
- 1995 – Sweet to the Wind

Singolo
- 1997 – Chasing Cities
- 2001 – It's Automatic
- 2001 – Living in a Magazine
- 2001 – You And I
- 2003 – Grey Day
- 2004 – Taken It All

## Produzioni
- 2003 – Madonna - American Life (produzione di X-Static Process)
- 2003 – P. Diddy - Let's Get Ill (Master Mix)
- 2003 – P. Diddy - Let's Get Ill (Master Mix Radio Edit)
- 2004 – General Degree - Two Culture Clash (produzione di ...And Dance)
- 2005 – New Order - Waiting for the Sirens' Call (produzione di Guilt Is a Useless Emotion e Jetstream)
- 2005 – Juliet - Random Order (produzione di tutte le canzoni eccetto New Shoes)
- 2005 – Princess Superstar - My Machine (produzione di My Machine e di Artery)
- 2005 – Madonna - Confessions on a Dance Floor (produzione di tutte le canzoni eccetto Future Lovers, How High e Like It or Not)
- 2007 – The Killers - Sawdust (produzione di Leave the Bourbon on the Shelf e di Sweet Talk)
- 2007 – Seal - System
- 2008 – Keane - Perfect Symmetry (produzione di Again and Again e di Black Burning Heart)
- 2008 – The Killers - Day & Age
- 2008 – The Killers - A Crippling Blow (presente in Human)
- 2008 – Frankmusik - 3 Little Words (EP)
- 2009 – Pet Shop Boys - Christmas (produzione di Viva la vida/Domino Dancing)
- 2010 – Pet Shop Boys - Pandemonium: Live at the O2 Arena, London, 21st December 2009
- 2010 – Brandon Flowers - Flamingo
- 2010 – Kylie Minogue - Aphrodite (produzione di tutte le canzoni eccetto Everything is Beautiful e Too Much)
- 2012 – Pet Shop Boys - Elysium (produzione di Memory of the Future)
- 2012 – The Killers - Battle Born
- 2013 – Pet Shop Boys - Electric
- 2013 – The Killers - Direct Hits (produzione di Shot at the Night e Just Another Girl)

## Remix
Agent Provocateur
- 1997 – Elvis Economics (Les Rythmes Digitales Mix)

Akasha
- 1997 – Brown Sugar (Les Rythmes Digitales Mix)

Aloud
- 2004 – Sex & Sun (Thin White Duke Remix)

Arkarna
- 1997 – Eat Me (Benidorm Dub Mix)
- 1997 – Eat Me (Benidorm Vocal Mix)

Armand Van Helden
- 2006 – Sugar (Paper Faces Remix)
- 2006 – Sugar (Paper Faces Dub)

Beck
- 2000 – Mixed Bizness (Nu Wave Dreamix by Les Rythmes Digitales)

Bis
- 1998 – Eurodisco (Les Rythmes Digitales Remix)

Britney Spears
- 2004 – Breathe on Me (Jacques Lu Cont Mix)
- 2005 – Breathe on Me (Jacques Lu Cont's Thin White Duke Mix)

Cassius
- 1999 – Feeling for You (Les Rythmes Digitales - Dreamix)
- 1999 – Feeling for You (Les Rythmes Digitales - Dreamix / Short Remix)
- 1999 – Feeling for You (Les Rythmes Digitales - Dreamix Edit)

Chili Hi Fi
- 2000 – Is It Love? (Les Rythmes Digitales Mix)

Chromeo
- 2005 – Needy Girl (Paper Faces Remix)
- 2005 – Needy Girl (Paper Faces Dub)

Coldplay
- 2006 – Talk (Thin White Duke Mix)
- 2008 – Viva la vida (Thin White Duke Mix)

Cornershop
- 1998 – Sleep on the Left Side (Les Rythmes Digitales Living by Numbers Mix)

Dirty Beatniks
- 1996 – Beatniks Bounce (Les Rythmes Digitales Mix)

Depeche Mode
- 2005 – A Pain That I'm Used To (Jacques Lu Cont Remix)
- 2005 – A Pain That I'm Used To (Jacques Lu Cont Dub)
- 2009 – Wrong (Thin White Duke Mix)
- 2009 – Wrong (Thin White Duke Dub)

E-Klektik
- 2000 – Maracana Madness (Jacques Edit)
- 2000 – Maracana Madness (Zoot Woman Remix)

Electric Six
- 2003 – Danger! High Voltage (Thin White Duke Mix)

Felix da Housecat
- 2002 – Silver Screen Shower Scene (Thin White Duke Mix)
- 2004 – Ready 2 Wear (Paper Faces Mix)

Fischerspooner
- 2005 – Just Let Go (Thin White Duke Remix Radio Edit)
- 2005 – Just Let Go (Thin White Duke Remix Extended)

Frankmusik
- 2008 – 3 Little Words (Paper Faces Remix)

Frantic Language
- 1998 – Move It (Les Rythmes Digitales Remix)

Friendly Fires
- 2009 – Jump In The Pool (Thin White Duke Remix)

Gerling
- 2002 – Dust Me Selecta (Jacques Lu Cont Club Remix)
- 2002 – Dust Me Selecta (Jacques Lu Cont Remix Edit)

Ghosts
- 2007 – The World Is Outside (Alternate Radio Version)

Goldfrapp
- 2003 – Twist (Jacques Lu Cont's Conversion Perversion Mix)

Gwen Stefani
- 2004 – What You Waiting For? (Jacques Lu Cont's TWD Mix)
- 2004 – What You Waiting For? (Jacques Lu Cont's TWD Dub)
- 2007 – 4 in the Morning (Thin White Duke Mix)
- 2007 – 4 in the Morning (Thin White Duke Dub)
- 2007 – 4 in the Morning (Thin White Duke Edit)

Juliet
- 2005 – Avalon (Jacques Lu Cont Versus Remix)
- 2005 – Avalon (Jacques Lu Cont Versus Remix - Radio Edit)
- 2005 – Ride the Pain (Jacques Lu Cont Thin White Duke Mix)
- 2005 – Ride the Pain (Jacques Lu Cont Thin White Duke Mix - Radio Edit)

Justice
- 2007 – D.A.N.C.E (Stuart Price Mix)
- 2007 – D.A.N.C.E (Stuart Price Remix Edit Version)

Kasabian
- 2007 – Me Plus One (Jacques Lu Cont Mix)
- 2007 – Me Plus One (Jacques Lu Cont Dub)

Lady Gaga
- 2009 – Paparazzi (Stuart Price Remix)

Laptop
- 1999 – Nothing to Declare (Les Rythmes Digitales Mix)

Les Rythmes Digitales
- 1999 – Sometimes (Zoot Woman Mix)
- 1999 – Sometimes (LRD Remix)

Madonna
- 2003 – Hollywood (Jacques Lu Cont's Thin White Duck Mix)
- 2005 – Hung Up (SDP's Extended Vocal)
- 2005 – Hung Up (SDP's Extended Dub)
- 2006 – Sorry (Man with Guitar Edit)
- 2006 – Sorry (Man with Guitar Mix)
- 2006 – Get Together (Jacques Lu Cont Mix)
- 2006 – Get Together (Jacques Lu Cont Vocal Edit)
- 2006 – I Love New York (Thin White Duke Mix)
- 2006 – Jump (Jacques Lu Cont Mix)
- 2006 – Let It Will Be (Paper Faces Mix)
- 2006 – Let It Will Be (Paper Faces Vocal Edit)
- 2008 – Miles Away (Thin White Duke Remix)

Medicine
- 2004 – As You Do (Jacques Lu Cont's Spoonful of Sugar Mix)

Mekon
- 1997 – Phatty's Lunchbox (Les Rythmes Digitales Mix)
- 1997 – Skool's Out (Les Rythmes Digitales Remix)

Mirwais
- 2000 – Naïve Song (Les Rythmes Digitales Remix)
- 2002 – Miss You (Thin White Duke Remix)
- 2002 – Miss You (Thin White Duke Remix Edit)

Missy Elliott
- 2005 – Lose Control (Jacques Lu Cont Mix)
- 2005 – Lose Control (Jacques Lu Cont Dub)

Mono
- 1997 – Silicone (Les Rhythmes Digitales Remix)

Muse
- 2009 – Undisclosed Desires (Thin White Duke Remix)
- 2009 – Undisclosed Desires (Thin White Duke Remix Edit)
- 2012 – Follow Me (Jacques Lu Cont's Thin White Duke Remix)

New Order
- 2005 – Jetstream (Jacques Lu Cont Remix)

No Doubt
- 2004 – It's My Life (Jacques Lu Cont's Thin White Duke Mix)

Pet Shop Boys
- 2012 – Memory of the Future (Stuart Price Extended Mix)

Placebo
- 1998 – Pure Morning (Les Rythmes Digitales Remix)

Röyksopp
- 2005 – What Else Is There? (Thin White Duke Mix)
- 2005 – What Else Is There? (Jacques Lu Cont Radio Mix)

Scissor Sisters
- 2003 – Laura (Paper Faces Remix)
- 2003 – Comfortably Numb (Paper Faces Mix)
- 2004 – Filthy/Gorgeous (Paper Faces Main Mix)
- 2004 – Filthy/Gorgeous (Paper Faces Vocal Mix)
- 2004 – Filthy/Gorgeous (Paper Faces Vocal Mix Edit)
- 2006 – I Don't Feel Like Dancin' (Paper Faces Mix)

Seal
- 2007 – Amazing (Thin White Duke Remix)
- 2007 – Amazing (Thin White Duke Dub)
- 2007 – Amazing (Thin White Duke Edit)

Starsailor
- 2004 – Four to the Floor (Thin White Duke Mix)
- 2009 – Tell Me It's Not Over (Stuart Price Radio Mix)
- 2009 – Tell Me It's Not Over (Thin White Duke Remix)

Steve Bug
- 1997 – Drives Me Up the Wall (Les Rythmes Digitales Mix)

Texas
- 2006 – What About Us (Jacques Lu Cont Main Mix)
- 2006 – What About Us (Jacques Lu Cont Edit Mix)
- 2006 – What About Us (Jacques Lu Cont Dub)

The Dysfunctional Psychedelic Waltons
- 2003 – Payback Time (Jacques Lu Cont's TWD Mix Edit)
- 2003 – Payback Time (Jacques Lu Cont's TWD Mix)

The Faint
- 2003 – The Conductor (Thin White Duke Mix)

The Killers
- 2005 – Mr. Brightside (Jacques Lu Cont's Thin White Duke Remix)
- 2005 – Mr. Brightside (Jacques Lu Cont's Thin White Duke Dub)
- 2005 – Mr. Brightside (Jacques Lu Cont's Thin White Duke Short Version)
- 2005 – Mr. Brightside (Jacques Lu Cont's Thin White Duke Short Version with Intro)
- 2006 – When You Were Young (Jacques Lu Cont's Thin White Duke Mix)
- 2006 – When You Were Young (Jacques Lu Cont's Thin White Duke Radio Edit)
- 2006 – When You Were Young (Jacques Lu Cont's Thin White Duke Dub)
- 2008 – Human (Thin White Duke Edit)
- 2008 – Human (Thin White Duke Club Mix)
- 2008 – Human (Thin White Duke Dubx)

The Music
- 2004 – Bleed from Within (Thin White Duke Mix)
- 2004 – Bleed from Within (Thin White Duke Dub)

U2
- 2011 – Even Better Than the Real Thing (Jacques Lu Cont Mix)

We in Music
- 2001 – Now That Love Has Gone (da Hapiness To: Loneliness Mix by Les Rythmes Digitales)

Whirlpool Productions
- 1998 – From: Disco To: Disco (Les Rythmes Digitales Remix)

Zoot Woman
- 2003 – Grey Day (Paper Faces Remix)
- 2004 – Gem (Paper Faces Remix)